# Lycodes heinemanni
Lycodes heinemanni és una espècie de peix de la família dels zoàrcids i de l'ordre dels perciformes.

## Hàbitat
És un peix marí, de clima temperat i demersal que viu entre 60-165 m de fondària.

## Distribució geogràfica
Es troba al Mar d'Okhotsk.

## Observacions
És inofensiu per als humans.